# Gens Aurelia

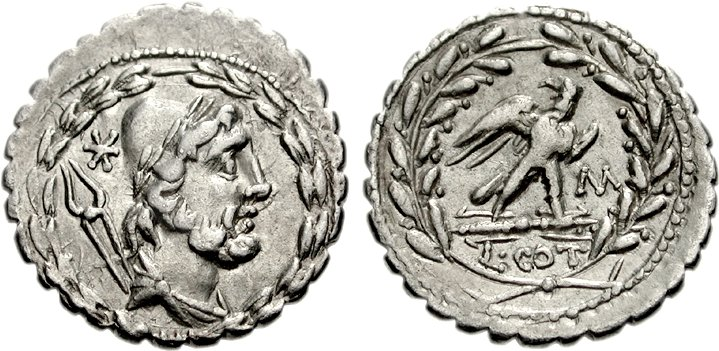
Denario de Lucio Aurelio Cota, 105 a. C. El anverso es idéntico a las monedas de Lipara, capturadas por Cayo Aurelio Cotta en el 252 a. C. El reverso muestra el triunfo otorgado por esta victoria.

La gens Aurelia fue una familia plebeya de Roma.  El primer miembro de la gens que obtuvo el consulado fue Cayo Aurelio Cota en el año 252 a. C., y desde entonces hasta finales de la República los Aurelios se distinguieron en la historia de la ciudad. Los Aurelios florecieron bajo el Imperio, y muchas familias posteriores de ciudadanos que desempeñaron cargos bajo la autoridad de los emperadores o magistrados que llevaron este nomen también fueron llamados "Aurelio" (Aurelius).  El nombre se hizo tan común que a veces se abrevió como Aur., y en siglos posteriores del Imperio resulta difícil distinguir miembros de la gens de otras personas que llevaron este nombre.

## Origen de la familia
El nomen Aurelio normalmente está relacionado con el adjetivo latino aureus que significa "dorado", y puede haberse referido al color del pelo.  Sin embargo, la forma original del nomen pudo haber sido Auselio (Auselius), de la misma manera que las formas originales de los nomina Furia, Numeria, Papiria, Valeria y Veturia fueron Fusia, Numisia, Papisia, Valesia y Vetusia.  En este caso, podría derivar de un nombre del sol, aunque eso también supondría compartir una etimología común con aureus.

## Praenominausados por la familia
Los praenomina usados por los Aurelios durante la República fueron Gayo, Lucio, Marco y Publio. Los Aurelios Orestides también usaron el praenomen de Gneo´. En la época imperial, los Aurelios Fulvos usaron Tito, Marco y Lucio, mientras que los Aurelios Símacos usaron Quinto y Lucio.

## Ramas ycognominade la familia
Los apellidos de los Aurelios en tiempos de la República fueron Cota, Orestes y Escauro.  En las monedas se encuentran los cognomina Cota y Escauro y quizás también Rufo, el último no está mencionado en las obras de los historiadores. El apellido Pecuniola, que llevó un miembro de la familia en época de la primera guerra púnica, probablemente hay que relacionarlo con su circunstancia de pobreza.
Bajo los primeros emperadores, encontramos una familia Aurelia apellidada Fulvo, de la que descendía el emperador Antonino, cuyo nombre de nacimiento fue Tito Aurelio Fulvo.  Antonino legalmente adoptó a Marco Anio Vero y Lucio Ceyonio Cómodo, quienes en adelante fueron miembros de la familia Aurelia, bajo los nombres de Marco Aurelio Antonino y Lucio Aurelio Vero.
Hacia finales del Imperio occidental, destacaron los Aurelio Símaco, florecieron durante dos siglos, y ocuparon muchos de los cargos más altos del estado.

## Miembros de la familia
Esta lista contiene praenomina abreviados.  Para una explicación de esta práctica, véase filiación.

### Los Aurelio Cota
- Gayo Aurelio L. f. C. n. Cota, cónsul en 252 y 248 a. C., durante la primera guerra púnica.[5]
- Marco Aurelio Cota, edil plebeyo en 216 a. C., nombrado decemvir sacrorum en 203.
- Gayo Aurelio C. f. C. n. Cota, cónsul en 200 a. C., llevó adelante la guerra contra los galos en Italia.
- Marco Aurelio Cota, legado de Lucio Cornelio Escipión Asiático en 189 a. C., durante la guerra contra Antíoco, regresó a Roma con embajadores para narrar el estado de los asuntos al senado.[6]
- Lucio Aurelio Cota, tribunus militum en 181 a. C., comandó, junto con Sexto Julio César, la tercera legión en la guerra contra los ligures.[7]
- Lucio Aurelio (L. f.) C. n. Cota, cónsul en 144 a. C., un hombre de gran astucia a la hora de manejar sus asuntos.
- Lucio Aurelio Cota, cónsul en 119 a. C., amenazado por Gayo Mario.
- Aurelia, hija de Lucio Aurelio Cota, cónsul en 119 a. C., esposa de Cayo Julio César y madre del dictador Julio César.
- Lucio Aurelio Cota, tribunus plebis en 95 a. C. y más tarde pretor.
- Gayo Aurelio Cota, cónsul en 75 a. C., un orador distinguido.
- Marco Aurelio Cota, cónsul en 74 a. C., derrotado por Mitrídates.
- Lucio Aurelio Cota, cónsul en 65 a. C. y censor en 64.
- Marco Aurelio M. f. Cota, hijo del cónsul de 74 a. C.[1]
- Marco Aurelio Cota Máximo Mesalino, hijo de Marco Valerio Mesala Corvino, adoptado por la gens Aurelia; un amigo del emperador Tiberio, quien lo defendió del cargo de majestas.

### Los Aurelio Escauro
- Gayo Aurelio Escauro, pretor en 186 a. C., obtuvo Cerdeña como provincia.[8]
- Marco Aurelio M. f. Escauro, triumvir monetalis en 118 a. C., quizás el mismo que fue cónsul en el año 108.[9]
- Marco Emilio Escauro, cónsul en 108 a. C., capturado y muerto por los cimbrios en el año 105.
- Marco Aurelio (M. f.) Escauro, un cuestor mencionado por Cicerón.[10]

### Los Aurelio Orestides
- Lucio Aurelio L. f. L. n. Orestes, cónsul en 157 a. C.[5][11]
- Lucio Aurelio L. f. L. n. Orestes, cónsul en 126 a. C., derrotó a los sardos.
- Gayo Aurelio L. f. L. n. Orestes, un orador mencionado por Cicerón.[12]
- Lucio Aurelio L. f. L. n. Orestes, cónsul en 103 a. C. con Gayo Mario, y fallecido en el mismo año.[5][13]
- Gneo Aurelio Orestes, praetor urbanus en 77 a. C., una de cuyas decisiones fue anulada al apelarla el cónsul Mamerco Emilio Lépido.[14]
- Gneo Aurelio Orestes, adoptado por la gens Aufidia como Gneo Aufidio Orestes, cónsul en el año 71 a. C.[15][16]
- Aurelia Orestila, la segunda esposa de Lucio Sergio Catilina.

### Los Aurelio Fulvo
- Tito Aurelio Fulvo, cónsul en los años 85 y 89, y praefectus urbi.
- Aurelio T. f. Fulvo, cónsul a principios del siglo II, padre del emperador Antonino Pío.[17]
- Tito Aurelio Fulvo, más tarde Tito Aurelio Fulvo Boyonio Arrio Antonino, emperador entre 138 y 161.
- Marco Aurelio T. f. Fulvo Antonino, hijo de Antonino Pío, m. antes de 138.
- Marco Galerio Aurelio T. f. Antonino, hijo de Antonino Pío, m. antes de 138.
- Aurelia T. f. Fadila, hija de Antonino Pío, y esposa de Lucio Elio Lamia Silvano, m. 135.
- Marco Aurelio Antonino, nacido Marco Anio Vero, sobrino de Antonino Pío, y emperador desde el año 161 hasta el 180.
- Lucio Aurelio Vero, nacido Lucio Ceyonio Cómodo, emperador con Marco Aurelio desde 161 hasta 169.
- Ania Aurelia M. f. Galeria Faustina, hija de Marco Aurelio y esposa de Gneo Claudio Severo.
- Ania Aurelia M. f. Galeria Lucila, hija de Marco Aurelio y esposa de Lucio Vero.
- Tito Elio Aurelio M. f., hijo de Marco Aurelio, probablemente murió joven.[1]
- Tito Aurelio M. f. Fulvo Antonino, hijo de Marco Aurelio y hermano gemelo de Cómodo, m. 165.
- Lucio Aurelio M. f. Cómodo Antonino, hijo de Marco Aurelio, emperador entre el 177 y el 192.
- Ania Aurelia M. f. Fadila, hija de Marco Aurelio y esposa de Marco Peduceo Plaucio Quintilo.
- Vibia Aurelia M. f. Sabina, hija de Marco Aurelio y esposa de Lucio Antistio Burro.

### Los Aurelio Símaco
- Aurelio Valerio Tuliano Símaco, procónsul de Acaya, a quien dos leyes de Constantino el Grande le fueron enviadas en 319 y cónsul en 330.[18]
- Lucio Aurelio Aviano Símaco, praefectus urbi en 364, cónsul suffectus circa 376.
- Quinto Aurelio L. f. Símaco, erudito, hombre de estado y orador, praefectus urbi en 384 y cónsul en 391.
- Quinto Fabio Q. f. L. n. Memio Símaco, praefectus urbi en 418.
- Quinto Aurelio (Q. f. Q. n.) Símaco, cónsul en 446 con Flavio Ecio.
- Quinto Aurelio Q. f. (Q. n.) Memio Símaco, cónsul en 485, praefectus urbi.

### Otros
- Publio Aurelio Pecuniola, un pariente de Gayo Aurelio Cota, degradado al rango de soldado corriente, después de que parte del campamento se incendiara, y casi fuera tomado por el enemigo, por fallo suyo, durante la primera guerra púnica, en 252 a. C.[1]
- Aurelio Opilio, un liberto que se convirtió en filósofo, rétor y gramático, y un amigo de Publio Rutilio Rufo, a quien acompañó al exilio en Esmirna.
- Aurelia Mesalina, la esposa de Ceyonio Postumio y madre de Décimo Clodio Albino.[19]
- Aurelio, un médico, uno de cuyas prescripciones cita Galeno.[20]
- Aurelio Cornelio Celso, un médico, quizá de nombre Aulo más que Aurelio.
- Lucio Aurelio Prisco, cónsul suffectus en 67.[21]
- Quinto Aurelio Pactumeyo Frontón, cónsul suffectus in AD 80. Entró en el cargo en las calendas de marzo y ocupó el consulado durante dos meses.[22]
- Lucio Aurelio Galo, gobernador de Mesia Inferior entre 201 hasta alrededor de 204.[23]
- Lucio Aurelio Galo, cónsul suffectus Ex. Kal. Jul. en 146.
- Aurelio Filipo, el tutor de Alejandro Severo, quien más adelante escribió una vida del emperador.[24]
- Marco Aurelio Olimpio Nemesiano, un poeta estimado durante la época del emperador Caro.
- Aurelio Arcadio Carisio, un jurista, probablemente del siglo IV.
- Sexto Aurelio Víctor, un historiador latino del siglo IV.
- Aurelio Clemente Prudencio, un jurista, poeta y filósofo cristiano de finales del siglo IV y principios del V.